# Whatshan Range
Whatshan Range är ett berg i Kanada.   Det ligger i provinsen British Columbia, i den södra delen av landet, 3 200 km väster om huvudstaden Ottawa. Toppen på Whatshan Range är 2 275 meter över havet, eller 32 meter över den omgivande terrängen. Bredden vid basen är 0,22 km.
Terrängen runt Whatshan Range är bergig åt nordost, men åt sydväst är den kuperad. Trakten runt Whatshan Range är nära nog obefolkad, med mindre än två invånare per kvadratkilometer.. Det finns inga samhällen i närheten.
I omgivningarna runt Whatshan Range växer i huvudsak barrskog.